# 新奧萊什基
46°54′59″N 34°3′13″E / 46.91639°N 34.05361°E
新奧莱什基（烏克蘭語：Нові Олешки）是位於烏克蘭南部的村莊，由赫爾松州卡霍夫卡區的霍爾諾斯塔伊夫卡市鎮負責管轄。該村始建於1913年，面積25平方公里，海拔高度65米，2001年人口177，人口密度每平方公里7.1人。